# Baba (Malé Karpaty)
Baba nebo Pezinská Baba (527 m n. m.) je sedlo v hlavním hřebeni Malých Karpat, v podcelku Pezinské Karpaty mezi vrchy Konské hlavy (648,8 m n. m.) a Čmeľok (709 m n. m.).
Sedlem prochází silnice II / 503 z Malacek do Pezinku a červeně značená turistická trasa Štefánikova magistrála (součást mezinárodní evropské trasy E8), vedoucí po hřebeni pohoří ze severu na vrch Děvín a křižuje se s modře značenou trasou z Perneka do Pezinku.
Areál Pezinská Baba je v současnosti střediskem zimní i letní turistiky. K dispozici jsou tři lyžařské vleky, dva slalomové svahy s umělým osvětlením, lyžařská turistická trasa po hřebeni pohoří. Ubytování poskytoval horský hotel Baba, několik podnikové chaty, jsou zde bufety, parkoviště i autobusová zastávka. Přímo v sedle sídlí i pobočka NAMK SR.

## Přístup
- silnicí II / 503 z Malacek nebo Pezinku
- po  červeně značené Štefánikově magistrále z rozcestí Tri kamenné kopce nebo sedla Javorina
- po  modře značce z obce Pernek nebo z Pezinku